# Amguny
Az Amguny (oroszul: Амгунь) folyó Oroszország ázsiai, távol-keleti részén, a Habarovszki határterületen; az Amur alsó szakaszának bővízű bal oldali mellékfolyója.

## Földrajz
Hossza: 723 km, vízgyűjtő területe: 55 500 km², évi közepes vízhozama: 488 m³/s, legnagyobb vízhozama akár 2000 m³/s is lehet.
A Bureja-hegység északi részén eredő két folyó: a Szuluk és az Ajakit egyesülésével veszi kezdetét és nagyjából északkeleti irányba folyik.
Felső folyásán tipikus hegyi folyó, Oszipenko falu (a Nyimelen beömlése) alatt alföldi jellegű folyó, innentől a torkolatig hajózható. Felső folyásának vízgyűjtő területét 2000–2500 m-ig magasodó hegységek keretezik. Középső folyásán a sík Evoron–Csukszagir-alföldön halad (a két név egy-egy tavat jelöl), alsó folyásán az Amur–Amguny-alföldön folyik és Nyikolajevszk-na-Amure város fölött ömlik az Amurba, 146 km-re annak torkolatától.
Vízgyűjtőjének kb. 65%-át főként vörösfenyőből álló tajga borítja, a folyóvölgyekben a fenyő lombhullató fajokkal keveredik. A vízgyűjtő jelentős részét, elsősorban az alföldeken tőzeges, mocsaras területek foglalják el.
Középső folyásán veszi fel legnagyobb mellékfolyóját, a Nyimelent (311 km). 
Ívási időszakban az amuri lazacfélék (gorbusalazac, ketalazac stb.) 
a tengerből messze felúsznak az Amgunyon és mellékfolyóin, majd a kikelt kishalak leúsznak a tengerbe.

## Települések
A folyó partján fekszik Polina Oszipenko falu (korábbi neve: Kerbi), a Polina Oszipenko járás székhelye. Nagyobb települések nincsenek. Az Amguny völgyében halad a Bajkál–Amur-vasútvonal egy szakasza, építésekor több kisebb település keletkezett. Akkor létesült a folyónévvel azonos nevű Amguny vasútállomás is. 
A folyó mentén, Vlagyimirovka faluban él a negidalok egy etnikai csoportja (nyelvük a mandzsu-tunguz nyelvek családjába tartozik).